# Хлівищі
Хлівиська (пол. Chlewiska) — село в Польщі, у гміні Наріль Любачівського повіту Підкарпатського воєводства.
Населення — 358 осіб (2011).

## Історія
У 1880 р. населення — 609 осіб (330 — римо-католиків, 259 — греко-католиків, 20 — юдеїв).
На 01.01.1939 році в селі проживало 1130 мешканців, з них 10 українців, 1010 поляків і 10 євреїв. Село входило до ґміни Ліпско Любачівського повіту Львівського воєводства.
У середині вересня 1939 року німці окупували село, однак вже 26 вересня 1939 року мусіли відступити, оскільки за пактом Ріббентропа-Молотова ця територія належала до радянської зони впливу. Село зайняла Червона армія. 27.11.1939 постановою Президії Верховної Ради УРСР село включене до новоутвореної Львівської області, а 17 січня 1940 року — до Горинецького району. Внаслідок обміну Сталіном Закерзоння (включно з Холмщиною) на Литву Хлівищі стало прикордонним селом і було виселене. В червні 1941, з початком Радянсько-німецької війни, село знову було окуповане німцями. В липні 1944 року радянські війська оволоділи селом, а в жовтні 1944 року село зі складу Львівської області передано Польщі.
У 1975—1998 роках село належало до Перемишльського воєводства.

## Демографія
Демографічна структура станом на 31 березня 2011 року:
|          | Загалом | Допрацездатний вік | Працездатний вік | Постпрацездатний вік |
| -------- | ------- | ------------------ | ---------------- | -------------------- |
| Чоловіки | 168     | 31                 | 100              | 37                   |
| Жінки    | 190     | 36                 | 88               | 66                   |
| Разом    | 358     | 67                 | 188              | 103                  |